# Dries Riphagen
Bernardus Andreas (Dries) Riphagen, conegut habitualment com a Dries Riphagen   (Amsterdam, 7 de setembre de 1909 - Glion, 13 de maig de 1973), va ser un gàngster neerlandès i col·laborador nazi que és millor conegut als Països Baixos per col·laborar amb el Sicherheitsdienst (SD) de l'Alemanya nazi per localitzar la major quantitat possible de jueus holandesos i lliurar-los als camps de concentració durant l'ocupació nazi dels Països Baixos.
Dries Riphagen va guanyar la confiança dels jueus que buscaven la seva ajuda prometent salvaguardar les seves pertinences, principalment joies, fins a la conclusió de la Segona Guerra Mundial, només per defraudar-los i notificar-ne a la SD la seva ubicació. Després del final de la guerra a Europa, va fingir la seva mort i es va amagar. Va dipositar les pertinences jueves i els diners obtinguts en un banc indeterminat a la neutral Suïssa i va fugir a l'Argentina, igual que molts oficials nazis.
Va tornar a Europa en secret en algun moment entre el 1950 i el 1970 per retirar les joies mal adquirides. Les autoritats neerlandeses van emetre una ordre d'arrest i una recompensa per Riphagen el 1988, però més tard es va descobrir que ja havia mort en una clínica privada suïssa a Montreux el 1973.

## Biografia

### Joventut
Dries Riphagen va néixer com el vuitè fill d'una família d'Amsterdam. El pare de Riphagen va treballar per a l'Armada, mentre que la seva mare va morir quan ell tenia sis anys d'edat. El seu pare es va casar per segona vegada però, atès el seu alcoholisme, no tenia cura dels seus fills. A l'edat de 14 anys, Dries Riphagen va ser enviat al notori centre d'entrenament de la marina mercant Pollux, i, del 1923 al 1924, es va fer a la mar com a mariner. Posteriorment, es va quedar als Estats Units d'Amèrica durant dos anys treballant per a Standard Oil, temps durant el qual va entrar en contacte amb els cercles criminals locals i va aprendre els seus mètodes. Un dels seus sobrenoms, «Al Capone», prové d'aquest temps que va viure als Estats Units d'Amèrica.
Després del seu retorn dels Estats Units d'Amèrica, Riphagen es va unir al Partit Nacional Socialista dels Treballadors Neerlandesos (NSNAP), un partit menor extremadament antisemita l'objectiu del qual era que els Països Baixos es convertissin en una província del Reich alemany. Es va convertir en una de les principals figures del submón criminal d'Amsterdam, conegut entre els proxenetes de Rembrandtplein, i va desenvolupar el gust per les joies, les pedres precioses i els jocs d'atzar, i també per l'ús de cotxes usats, de vegades robats.

### Durant l'ocupació alemanya
Durant la Segona Guerra Mundial, Riphagen no només va continuar les seves activitats criminals sinó que les va expandir en una cooperació profitosa amb els ocupants alemanys com un aliat fiable del servei d'intel·ligència alemany, la Sicherheitsdienst (SD), i més tard com a membre de l'Oficina Central per a l'Emigració Jueva a Amsterdam. La seva tasca, juntament amb els seus col·legues del submón criminal d'Amsterdam, era descobrir el mercat negre i rastrejar les propietats jueves, que s'estava comercialitzant fora de les regulacions de divises alemanyes de l'època. Com a benefici addicional, els homes van rebre entre 5 1 10% dels béns confiscats, però també es van guardar molts objectes de valor a les seves pròpies butxaques.
Dries Riphagen aviat va participar en la recerca de jueus (Judenjagd) juntament amb membres de la família Olij, a qui se'ls anomenava Jodenkloppers (copejadors de jueus). A partir del 1943 va formar part de la Columna Henneicke, un grup d'investigadors que buscaven jueus que s'havien passat a la clandestinitat. Aquest grup d'aproximadament cinquanta membres va ser fundat el 1942 per Wim Henneicke, el fill apàtrida d'un immigrant alemany. Del 4 de març al 31 de març del 1943, la Columna, que consistia principalment en criminals professionals, va lliurar 3.190 jueus a les autoritats alemanyes, que els van deportar a camps de concentració a Europa de l'Est. Es va pagar una recompensa d'entre 7,50 i 40 florins per persona. La Columna també va obligar els jueus amenaçats de deportació a trair altres jueus que s'haguessin amagat. Cap a finals de 1943, Riphagen havia amassat una petita fortuna, que va dipositar en diversos comptes a Bèlgica i Suïssa. Finalment, la Columna Henneicke va ser dissolta per corrupció. Riphagen va ser emprat en el darrer any de la guerra pel Grup Hoffmann de la SD a Assen, que es va especialitzar en la detecció d'aviadors aliats abatuts i armes que havien estat llançades en auxili de la resistència.
Riphagen va tenir un paper important el 1944 en la detenció parcial de l'organització de resistència clandestina Centre de Documentació d'Identitat (Persoonbewijzencentrale), en el curs del qual va ser assassinat el combatent germà-jueu de la resistència Gerhard Badrian.

### Després de la guerra
Després de la guerra, Dries Riphagen va ser buscat per la policia per traïció i col·laboració amb les forces d'ocupació alemanyes, i el fiscal ho va considerar responsable de la mort d'almenys 200 persones. Riphagen va contactar amb l'excombatent de la resistència i cap de policia a Enschede, Willem Evert Sanders, que volia fer-hi un tracte. Riphagen no va ser lliurat a les autoritats oficials, sinó que va ser posat sota arrest domiciliari com un presoner «privat» a canvi d'informació sobre els col·laboradors i les xarxes amigues d'Alemanya. Al febrer de 1946 va escapar; segons els rumors, els seus amics del submón de l'hampa el van ajudar a travessar la frontera en un taüt dins d'un cotxe fúnebre, però segons troballes més recents, la fugida va ser organitzada per dos membres del servei secret neerlandès, el Servei General d'Intel·ligència i Seguretat, Frits i Piet Kerkhoven. Des de Bèlgica va passar tres mesos viatjant a Espanya amb bicicleta, segons el seu fill Rob.
El maig de 1946, Riphagen va ser detingut a Osca (Espanya), perquè mancava dels documents personals necessaris. Fou empresonat, però per intervenció d'un capellà jesuïta fou posat en llibertat sota fiança, sota l'ordre de rectificar els seus papers. A continuació, va obtenir un passaport Nansen, i Frits Kerkhoven li va proporcionar roba i sabates en què s'ocultaven els diamants que havia dipositat prèviament a Kerkhoven. Quan estava a punt de ser extradit als Països Baixos, vivint a Madrid, va volar a cap a l'Argentina el 21 de març del 1948 amb un amic. La seva adreça de contacte també era la d'un sacerdot jesuïta, però no se sap res de cap connexió amb les anomenades ratlines. L'ambaixador neerlandès a Buenos Aires, Floris Carcilius Anne Baron van Pallandt, va presentar una sol·licitud d'extradició, que, tot i això, es basava únicament en delictes menors com el robatori armat i robatori de vehicles i que van ser denegats pel poder judicial argentí, ja que havien prescrit i perquè les evidències presentades eren inadequades.
El fet que Riphagen no fos lliurat als Països Baixos va ser molt probablement a causa de les seves bones amistats. Era amic d'un membre de la Cort Suprema d'Argentina, Rodolfo Valenzuela. Es va instal·lar a Belgrano, un barri de Buenos Aires, on va dirigir una oficina de premsa de fotografia i va treballar per al servei secret de Perón, la Secretaria d'Intel·ligència. Va ser instructor de tàctiques anticomunistes i va impartir tot el coneixement que va adquirir treballant per a Alemanya durant la guerra. També va organitzar competicions de boxa a l'estadi Lluna Park per a Jan Olij, el seu vell amic d'Amsterdam.
Després de la Revolució Alliberadora de 1955, quan Perón va ser enderrocat, Riphagen va tornar a Europa i va viatjar per tot el món, principalment per Espanya, Alemanya i Suïssa. Preferia envoltar-se de dones riques, que també el mantenien. La seva darrera direcció coneguda va ser a Madrid. El 1973, Dries Riphagen, el «pitjor criminal de guerra a Amsterdam», va morir de càncer a Montreux (Suïssa).

## Reconeixement històric als Països Baixos
El 1997 dos periodistes neerlandesos i empleats del diari Het Parool, Bart Middelburg i René ter Steege, van publicar el llibre Riphagen, 'Al Capone', één van Nederlands grootste oorlogsmisdadigers (Riphagen, 'Al Capone', un dels majors criminals de guerra dels Països Baixos). El llibre es basa en les entrevistes donades amb el fill de Dries Riphagen, Rob, i Betje Wery, que havia col·laborat amb els alemanys.

## Pel·lícula
Al setembre de 2016 es va estrenar Riphagen, una pel·lícula sobre la seva vida. La pel·lícula està basada en el llibre d'aquests dos periodistes i en entrevistes amb el seu fill Rob Riphagen. Fou dirigida per Pieter Kuijpers i el paper principal és interpretat per Jeroen van Koningsbrugge.